# Soprazocco
Soprazocco (Suersòch in dialetto bresciano) è una frazione del comune bresciano di Gavardo posta in altura rispetto al centro abitato.

## Storia
La località era un piccolo villaggio di antica origine.
Soprazocco divenne per la prima volta frazione di Gavardo su ordine di Napoleone, ma gli austriaci annullarono la decisione al loro arrivo nel 1815 con il Regno Lombardo-Veneto.
Dopo l'unità d'Italia, il paese raddoppiò da cinquecento a mille abitanti. Fu il fascismo a decidere nel 1928 la soppressione del comune riunendolo definitivamente a Gavardo.

## Geografia
Soprazocco si trova ricompreso tra i monti Faita, Torcolo, Zocco, Fai, Covolo, e le colline Moreniche del Garda, ad una quota media di 400 m s.l.m. È formato da varie contrade quali San Biagio, Gazzolo, Corti, San Giacomo, Benecco, Cattignana, Tormini, Pellegrine, Bocca di Croce, Castello, Zoanello, Campagnola, Caserotte, Belvedere, Galuzzo, San Faustino, Colombaro, Bariaga, Paitona, Piazze. In questa località sono presenti varie cave di sabbia e ghiaia, allevamenti avicoli, di trote e aziende vitivinicole. Vi sono due chiese parrocchiali, due scuole dell'infanzia, una scuola primaria, una farmacia e un campo di calcio in sintetico a sette giocatori. Sono presenti due società ciclistiche che organizzano ogni anno delle gare anche di carattere internazionale. Il territorio è attraversato dal rio Rossino che nasce in loc. Benecco e confluisce poi nel rio Schiave e quindi nel fiume Chiese nei pressi del depuratore comunale. Nella frazione risiedono circa 2 500 abitanti (2015) detti "soprazocchesi".